# Caça ao tesouro

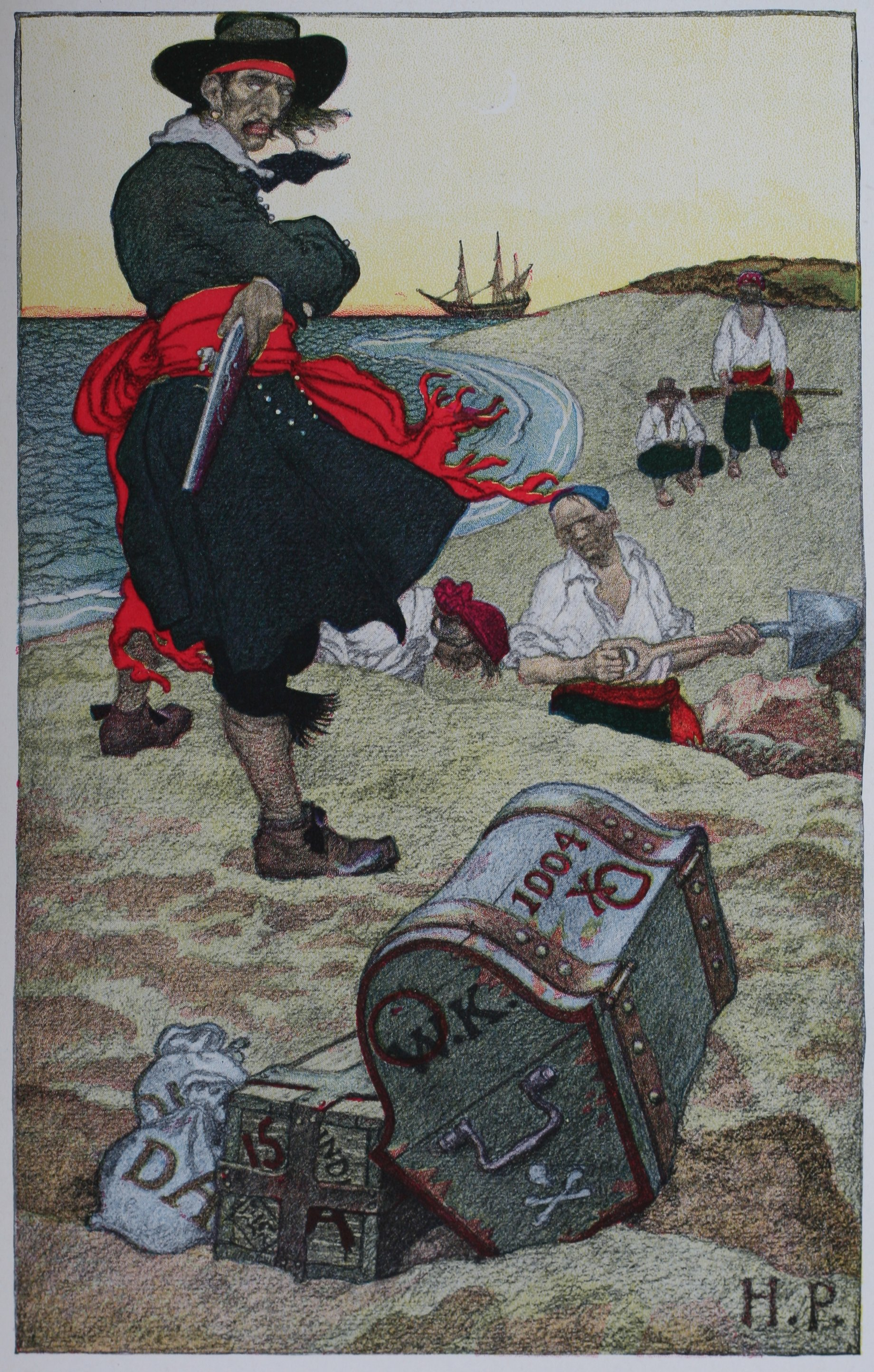
Lendas de tesouros e o desrespeito ao patrimônio cultural e arquelógico têm levado inúmeros pseudo-arqueólogos à caça ao tesouro

A Caça ao tesouro tem suas raízes na tradição de se resgatar cargas de valor, geralmente naufragadas, apoiando-se no sonho da riqueza fácil e da aventura submarina. Assim, por vezes são assumidos muitos pressupostos histórico-arqueológicos questionáveis e sensacionalistas, que confundem ciência com entretenimento, a fim de "resgatar" o passado, fato que leva as autoridades competentes a negar os muitos pedidos de exploração. Deste modo, os esforços "científicos" desses pseudopesquisadores acabam sendo movidos pela possibilidade de venda dos bens culturais resgatados, atribuindo a eles um valor comercial.